# Марьянник гребенчатый
Марья́нник гребе́нчатый или петушок (лат. Melampýrum cristatum) — однолетнее травянистое растение, вид рода Марьянник (Melampyrum) семейства Заразиховые (Orobanchaceae).

## Ботаническое описание
Растение 8—15(50) см высотой, опушённое редкими, короткими, белыми щетинистыми волосками, большей частью прижатыми вниз.
Стебель тупо-четырёхгранный, прямой, простой или в верхней части ветвистый; ветви 9—18 см длиной, большей частью отклонённые и цветоносные.
Листья ланцетные или линейные, нижние 3—4 см длиной, 0,3—1,2 см шириной, цельнокрайные, в основании суженные в черешок 1 мм длиной; верхние 4,5—8 см длиной, (0,3)0,8—1,2 см шириной, сидячие, в основании большей частью копьевидные или неправильно неравномерно зубчатые, все с обеих сторон и по краю коротко прижато беловолосистые. Цветки на цветоножках 0,7—1 мм длиной, обращённые в разные стороны, в колосовидных, четырёхгранных, густых, 1—5 см длиной и 1,3—2 см шириной соцветиях. Прицветники жёлто-зелёные, светло-пурпуровые или малиново-красные, сближенные и расположенные черепитчато, округло-сердцевидные или округло-почковидные, 0,6—1,2 см длиной, 0,8—1,5 см шириной, вдоль сложенные, с поднятыми, неравномерно гребенчатыми, острозубчатыми и реснитчатыми краями, в верхней части суженые, у нижних прицветников в ланцетно-линейную, вниз загнутую, цельнокрайную, заострённую верхушку 3 см длиной, покрытые одногоклеточными, вверх наклонёнными волосками, верхние с верхушкой 0,5—1 см длиной, большей частью загнутой кверху. Чашечка 4,5—8 мм длиной, на ¼ короче прицветника, с голой трубкой 2,5—4 мм длиной, по рёбрам длинно реснитчатой и с ланцетными, острыми неравными зубцами, два верхних 2,5—4 мм длиной, 1,5 мм шириной, в два раза длиннее нижних, серповидно отвороченные, все по краю с редкими, длинными, двуклеточными, острыми волосками. Венчик желтовато-белый, 1,3—1,5 см длиной, с нижней слабо отклонённой, ярко-жёлтой губой или пурпуровый с жёлтой внутри нижней губой, или малиново-красный с ярко-жёлтой с тремя пурпурово-фиолетовыми жилками нижней губой. Тычинки с пыльниками 2,5 мм длиной, с заострёнными, почти равными придатками. Завязь яйцевидная, голая, 2 мм длиной, 1,5 мм шириной. Столбик голый, в 6 раз длиннее завязи, вверху загнутый.
Коробочка полушаровидная или продолговато-яйцевидная, 0,8—1 см длиной, 0,5—0,7 см шириной, в два раза длиннее чашечки, дугообразно изогнутая, заострённая, голая, вскрывается с одной передней стороны, створки острые, по краю с треугольными маленькими волосками. Семена продолговатые, 4 мм длиной, 1,5 мм шириной, тёмно-коричневые. Цветёт с июня по сентябрь.
Вид описан из Северной Европы.

## Распространение и экология
Встречается в Скандинавии, Средней и Атлантической Европе, западном Средиземноморье, на Балканах и в Малой Азии; на территории бывшего СССР: в Предкавказье, в Молдавии, на Украине, в Прибалтике, в Западной и Восточной Сибири (на Енисее)и в Арало-Каспийском районе.
Растёт в лиственных, редко сосновых лесах и в болотистом мелколесье, по опушкам и на полянах, на пойменных, лесных, болотистых и солончаковых лугах; на солонцах в злаково-разнотравных и разнотравно-ковыльных степях.

## Классификация

### Таксономическое положение
- Melampyrum cristatum L., 1753, Sp. Pl. : 605

Вид Марьянник гребенчатый включается в род Марьянник (Melampyrum) включается в семейство Заразиховые (Orobanchaceae) порядка Ясноткоцветные (Lamiales), последовательно входящего в более крупные клады Ламииды → Астериды → Суперастериды → Эвдикоты → Цветковые растения. Таксономическая схема в соответствии с Системой APG IV по состоянию на июнь 2024 года:
|  |                          |  |                                   |                                   |                       |  | еще 23 семейства | еще 23 семейства |                           |  |  |  | еще 43 подтвержденных вида и 17 видов, ожидающих подтверждения |
|  |                          |  |                                   |                                   |                       |  | еще 23 семейства | еще 23 семейства |                           |  |  |  | еще 43 подтвержденных вида и 17 видов, ожидающих подтверждения |
|  |                          |  |                                   | порядок Ясноткоцветные            |                       |  |                  |                  | род Марьянник             |  |  |  |                                                                |
|  |                          |  |                                   | порядок Ясноткоцветные            |                       |  |                  |                  | род Марьянник             |  |  |  |                                                                |
|  | клада Цветковые растения |  |                                   |                                   | семейство Заразиховые |  |                  |                  | вид Марьянник гребенчатый |  |  |  |                                                                |
|  | клада Цветковые растения |  |                                   |                                   | семейство Заразиховые |  |                  |                  |                           |  |  |  |                                                                |
|  |                          |  | ещё 63 порядка цветковых растений | ещё 63 порядка цветковых растений |                       |  |                  | еще 98 родов     | еще 98 родов              |  |  |  |                                                                |
|  |                          |  |                                   | ещё 63 порядка цветковых растений |                       |  |                  |                  | еще 98 родов              |  |  |  |                                                                |

### Синонимы
- Marinellia cristata (L.) Bubani
- Melampyrum cristatum f. angustissimum Bolzon
- Melampyrum cristatum subsp. ronnigeri (Poeverl.) Ronniger
- Melampyrum cristatum subsp. solstitiale (Ronniger) Ronniger
- Melampyrum cristatum subvar. ronnigeri (Poeverl.) Beauverd
- Melampyrum cristatum var. majus Baumg.
- Melampyrum cristatum var. ronnigeri (Poeverl.) Beauverd
- Melampyrum cristatum var. solstitiale (Ronniger) Maly
- Melampyrum ronnigeri Poeverl.
- Melampyrum solstitiale Ronniger